# Culture III
Culture III è il quarto album in studio del gruppo hip hop statunitense Migos, pubblicato l'11 giugno 2021 da Motown Records e Quality Control Music.
La versione deluxe dell'album è stata resa disponibile il 18 giugno 2021.

## Antefatti
Nell'ottobre 2018, Quavo in un'intervista per l'Associated Press aveva affermato che Culture III sarebbe stato pubblicato nel 2019. Nel marzo 2019 Takeoff ha dichiarato che l'album era in arrivo, senza tuttavia comunicare alcuna data di uscita; il 18 dello stesso mese Offset ha invece annunciato che l'album avrebbe visto la luce nel corso del 2020.
Nel gennaio 2020, lo stesso Offset ha rivelato che l'album sarebbe stato l'ultimo capitolo della trilogia Culture e che conterrà un brano in collaborazione con il defunto rapper Juice Wrld, intitolato What's Brackin, il cui titolo è stato poi cambiato in Antisocial.
L'uscita dell'album è stata riprogrammata per l'inizio del 2020, tuttavia, l'album è stato rimandato a causa della pandemia di COVID-19. Quavo nel marzo 2020 ha annunciato in un'intervista con Billboard la decisione del gruppo di rinunciare a pubblicare Culture III a breve, spiegando che la decisione è in gran parte dovuta alla loro incapacità di pubblicizzare l'album a causa delle regole di distanziamento sociale entrate in vigore nella maggior parte degli stati negli Stati Uniti.
Il trio il 17 maggio 2021 ha annunciato che l'album sarebbe stato pubblicato l'11 giugno 2021, mentre l'8 giugno è stata rivelata la lista ufficiale delle tracce.

## Promozione
Il 22 maggio 2020, il trio ha pubblicato il primo singolo dell'album Need It, in collaborazione con YoungBoy Never Broke Again.
Il secondo singolo Straightenin è stato pubblicato il 14 maggio 2021.
Il 10 giugno 2021 il trio ha rilasciato il singolo promozionale, Avalanche.

## Tracce
1. Avalanche – 3:26 (Quavious Marshall, Kiari Cephus, Kirshnik Ball, Daryl McPherson, Norman Whitfield, Barrett Strong)
2. Having Our Way (feat. Drake) – 4:38 (Marshall, Cephus, Ball, Aubrey Graham, Tyshane Thompson, Nima Jahanbin, Paimon Jahanbin, Amir Stevie B, Jack LoMastro)
3. Straightenin – 4:15 (Marshall, Cephus, Ball, McPherson, Ahn-tuan Tran, Chi Trieu, Kilian Mbelo, Latos Konstantinos, Tom Dettinger)
4. Type Shit (con Cardi B) – 3:09 (Marshall, Cephus, Ball, Belcalis Almanzar, Jorden Thorpe, Torae Carr, Shane Lindstrom, Brytavious Chambers, Darryl Clemons, Jacob Deimler, Rai'shaun Williams, Quentin Boehnke)
5. Malibu (feat. Polo G) – 4:08 (Marshall, Cephus, Ball, Taurus Bartlett, Clemons, Nasir Moore, Rasool Diaz)
6. Birthday – 3:47 (Marshall, Cephus, Ball, Samuel Jimenez, Josehua Parker, N. Jahanbin, P. Jahanbin)
7. Modern Day – 4:01 (Marshall, Cephus, Ball, Lindstrom, Jordan Fox)
8. Vaccine – 3:41 (Marshall, Cephus, Ball, Tyron Douglas)
9. Picasso (con Future) – 3:32 (Marshall, Cephus, Ball, Nayvadius Wilburn, Denis Berger, McPherson)
10. Roadrunner – 4:16 (Marshall, Cephus, Ball, Xavier Dotson, John Carrington, Jr.)
11. What You See (con Justin Bieber) – 2:59 (Marshall, Cephus, Ball, Justin Bieber, Jerel Nance, Miguel Curtidor, McPherson)
12. Jane (Marshall, Cephus, Ball, Chambers, Kevin Gomringer, Tim Gomringer, Diamanté Blackmon, Nils Noehden)
13. Antisocial (feat. Juice Wrld) – 4:22 (Marshall, Cephus, Ball, Jarad Higgins, Lindstrom, Diaz)
14. Why Not – 3:49 (Marshall, Cephus, Ball, Nance, McPherson)
15. Mahomes – 5:08 (Marshall, Cephus, Ball, McPherson, Gleb Protasov)
16. Handle My Business – 4:37 (Marshall, Cephus, Ball, Ozan Yildirim)
17. Time for Me – 3:59 (Marshall, Cephus, Ball, Lindstrom, Marcel Korkutata)
18. Light It Up (con Pop Smoke) – 4:29 (Marshall, Cephus, Ball, Bashar Jackson, Andre Loblack, Patrick Newton, Keanu Torres, Fabio Aguilar)
19. Need It (feat. YoungBoy Never Broke Again) – 3:15 (Marshall, Cephus, Ball, Kentrell Gaulden, Douglas, Curtis Jackson, Tony Cottrell)

Tracce bonus dell'edizione deluxe
1. How We Coming – 3:49 (Marshall, Cephus, Ball, Lindstrom, Joseph L'Etranger)
2. How Did I – 4:25 (Marshall, Cephus, Ball, Ahmar Bailey)
3. New Money – 4:53 (Marshall, Cephus, Ball, Gregory Sekeres, William Gaskins, William Valella)
4. Menace – 2:24 (Marshall, Cephus, Ball, McPherson, Kedrick Cannady)
5. Working a Fool – 4:49 (Marshall, Cephus, Ball, David Cunningham)

## Formazione
Migos
- Offset – voce
- Quavo – voce, registrazione (tracce 12 e 13)
- Takeoff – voce

Musicisti
- Drake – voce aggiuntiva (traccia 2)
- Cardi B – voce aggiuntiva (traccia 4)
- Polo G – voce aggiuntiva (traccia 5)
- Future – voce aggiuntiva (traccia 9)
- Justin Bieber – voce aggiuntiva (traccia 11)
- Juice Wrld – voce aggiuntiva (traccia 13)
- Pop Smoke – voce aggiuntiva (traccia 18)
- YoungBoy Never Broke Again – voce aggiuntiva (traccia 19)
- DJ Durel – programmazione (tracce 1, 3, 9, 11, 14, 15 e 23)
- Azul Wynter, Beam, Jack LoMastro e Preme – programmazione (traccia 2)
- Wallis Lane – programmazione (tracce 2 e 6)
- Atake, Nuki, Osiris, Slime Castro e Sluzyyy – programmazione (traccia 3)
- Murda Beatz – programmazione (tracce 4, 7, 13, 17 e 20), basso, batteria, pianoforte, sintetizzatore (tracce 4, 13 e 17), violino (traccia 13)
- Ciaga, Pooh Beatz, Rvnes e Section 8 – programmazione (traccia 4)
- Tay Keith – programmazione (tracce 4 e 12)
- Mars – programmazione (tracce 5 e 17), tastiera, sintetizzatore (traccia 17)
- Rasool Diaz – programmazione (tracce 5 e 13)
- Nas Moore – programmazione (traccia 5)
- OG Parker e Smash David – programmazione (traccia 6)
- Jordan Fox – programmazione (traccia 7)
- Buddah Bless – programmazione (tracce 8 e 19)
- Pvlace – programmazione (traccia 9)
- Trauma Tone e Zaytoven – programmazione (traccia 10)
- Danny Wolf – programmazione (traccia 11)
- Carnage, Cubeatz e Nils – programmazione (traccia 12)
- BGudini – programmazione (traccia 15)
- Oz – programmazione (traccia 16)
- Sonic – programmazione (traccia 17)
- 808Melo e Swirv – programmazione (traccia 18)
- Kid Hazel – programmazione (traccia 21)
- Will Major e Squill – programmazione (traccia 22)
- Pyrex – programmazione (traccia 23)
- Dun Deal – programmazione (traccia 24)

Produzione
- Kevin "Coach K" Lee – produzione esecutiva
- Pierre "P" Thomas – produzione esecutiva
- Michelle Mancini – mastering
- Manny Marroquin – missaggio
- Chris Galland – ingegneria al missaggio
- Jeremie Inhaber – assistenza al missaggio
- DJ Durel – registrazione (tracce 1-11 e 14-24)
- Todd Hurtt – registrazione (traccia 5)
- Max Lord – registrazione (tracce 10 e 12), arrangiatore alla registrazione (traccia 13)
- Elijah Marrett-Hitch – registrazione (traccia 11)
- Josh Gudwin – produzione vocale (traccia 11)
- Buster Ross – assistenza alla registrazione (tracce 1-6, 8-12 e 14–18)
- Heidi Wang – ingegneria addizionale (traccia 11)
- Hathan Smith – assistenza alla registrazione (tracce 20-24)
- Nick van Gelder – assistenza alla registrazione (tracce 20-24)

## Classifiche

### Classifiche settimanali
| Classifica (2021) | Posizione massima |
| ----------------- | ----------------- |
| Australia         | 13                |
| Austria           | 4                 |
| Belgio (Fiandre)  | 7                 |
| Belgio (Vallonia) | 8                 |
| Canada            | 3                 |
| Danimarca         | 5                 |
| Finlandia         | 31                |
| Francia           | 5                 |
| Germania          | 15                |
| Irlanda           | 10                |
| Islanda           | 10                |
| Italia            | 20                |
| Lituania          | 12                |
| Norvegia          | 4                 |
| Nuova Zelanda     | 4                 |
| Paesi Bassi       | 5                 |
| Regno Unito       | 9                 |
| Spagna            | 52                |
| Stati Uniti       | 2                 |
| Svezia            | 23                |
| Svizzera          | 2                 |

### Classifiche di fine anno
| Classifica (2021) | Posizione |
| ----------------- | --------- |
| Stati Uniti       | 95        |